# Kollenberg
De Kollenberg (Sittards: Kolleberg) is een 100 meter hoge heuvel in de Nederlands-Limburgse stad Sittard. De Kollenberg is, geografisch gezien, een kleine heuvel aan het einde van het plateau van Doenrade, die de noordelijkste heuvel van het Zuid-Limburgse Heuvelland is en beschouwd mag worden als een van de verste uitlopers van de Ardennen (België) en de Eifel (Duitsland). Deze uitloper heeft een hoge landschappelijke waarde en geniet bescherming van milieugroepen en landschapsinstanties. 
De oorsprong van de naam is niet duidelijk. Mogelijk is de Kollenberg genoemd naar de zeer belangrijke verbindingsweg tussen Vlaanderen en Keulen (in het Oudsittards Coln of Collon) die in de late middeleeuwen hier liep. Maar ook andere verklaringen worden genoemd, zoals "kolenberg" of "schedelberg". De meest romantische verklaring is dat de naam afgeleid zou van toverkol, waarbij "kolle" toverheks is. Deze laatste verklaring lijkt echter onwaarschijnlijk omdat het woord kol (voor heks) waarschijnlijk pas relatief laat gebruikt werd.
Tussen het centrum van Sittard ten noordwesten van de Kollenberg en de kapel ligt een holle weg, die ook Kollenberg heet. De weg Kollenberg stijgt 48 meter over 620 meter, zodat er een gemiddeld stijgingspercentage is van 7,7%. Samen met de Putstraat stijgt de weg vanaf de Sittardse Markt tot aan de Sint Rosakapel totaal 55 meter over 1 kilometer (gemiddeld 5,5% stijgingspercentage). Het steilste stuk weg, de laatste 100 meter tot de kapel, heeft een gemiddeld stijgingspercentage van zo'n 15%. Aan het eind van deze weg bevindt zich een kapelberg, waarop de Sint-Rosakapel staat. Zij werd in 1665 gebouwd ter ere van de stadspatronesse van Sittard, Rosa van Lima.

## Cultuur, geschiedenis en religie
De Kollenberg is de bekendste heuvel van Sittard en is rijk aan historie. Het meest bekende gebouw is de bijna 350 jaar oude Sint-Rosakapel (1675). Hier trekt ieder jaar op de laatste zondag van augustus nog altijd de Sint Rosaprocessie naar toe. Deze kapel was ten tijde van de bokkenrijders een verzamelplaats waar de bandieten samenkwamen. Verder staan er zeven wegkapelletjes langs de weg Kollenberg, de "Voetvallen", die het lijden van Jezus uitbeelden en een monument voor een Amerikaanse piloot die in 1944 op de Kollenberg neerstortte. Ongeveer 230 meter ten zuidoosten van de Sint-Rosakapel staat de Onze-Lieve-Vrouw-van-Smartenkapel.
De Kollenberg is verder bekend vanwege het daar plaatsvindende carnavalsritueel Maske Begrave, alsmede vanwege van het jaarlijkse krombroodrapen.

## Natuur
Het natuurschoon op de Kollenberg staat onder druk van de oprukkende bebouwing. De in 1995 opgerichte Stichting Behoud Kollenberg zet zich in voor behoud van het natuurschoon. Enkele successen van de Stichting zijn de teelt van speltgraan en het Memoriebos.

## Film
Ook is op de Kollenberg de eerste film Flodder opgenomen. De dure woningen die in de gelijknamige wijk op de westflank van de Kollenberg staan waren een relevant decor. De latere films en de tv-serie zijn elders opgenomen.